# Wendell Sailor
Wendell Jermaine Sailor (Brisbane, 16 de julio de 1974) es un exjugador australiano de rugby y rugby League que se desempeñaba como wing. Actualmente es un presentador televisivo.

## Biografía
Sailor es un indígena australiano, perteneciente a los Isleños del estrecho de Torres.
En 2006 terminó su carrera de forma polémica, cuando resultó positivo por cocaína en una prueba de drogas siendo suspendido por dos años.

## Selección nacional
Fue convocado a los Wallabies por primera vez en junio de 2002 para enfrentar a Les Bleus y disputó su último partido en noviembre de 2005 frente a los Dragones rojos. En total jugó 37 partidos y marcó 13 tries (65 puntos).

### Participaciones en Copas del Mundo
Solo disputó una Copa del Mundo: Australia 2003 donde los Wallabies eran claros favoritos a obtener el título, pero fueron derrotados en la final por el XV de la Rosa. Sailor marcó un try en la victoria ante los Pumas por el partido inaugural.
| Mundial                       | Sede      | Resultado  | PJ | Tries |
| ----------------------------- | --------- | ---------- | -- | ----- |
| Copa Mundial de Rugby de 2003 | Australia | Subcampeón | 6  | 1     |